# Дзіковець (гміна)
Гміна Дзіковець (пол. Gmina Dzikowiec) — сільська гміна у східній Польщі. Належить до Кольбушовського повіту Підкарпатського воєводства.
Станом на 31 грудня 2011 у гміні проживало 6513 осіб.

## Територія
Згідно з даними за 2007 рік площа гміни становила 121.66 км², у тому числі:
- орні землі: 54.00%
- ліси: 39.00%

Таким чином, площа гміни становить 15.72% площі повіту.

## Населення
Станом на 31 грудня 2011:
| Опис     | Загалом | Загалом | Чоловіки | Чоловіки | Жінки | Жінки |
| -------- | ------- | ------- | -------- | -------- | ----- | ----- |
| одиниця  | осіб    | %       | осіб     | %        | осіб  | %     |
| все      | 6513    | 100     | 3302     | 50.70    | 3211  | 49.30 |
| міське   | 0       | 100     | 0        |          | 0     |       |
| сільське | 6513    | 100     | 3302     | 50.70    | 3211  | 49.30 |

## Сусідні гміни
Гміна Дзіковець межує з такими гмінами: Боянув, Єжове, Кольбушова, Майдан-Крулевський, Раніжув, Цмоляс.